# Rudolf Günthardt
Rudolf Günthardt   (Adliswil, 15 d'octubre de 1936) és un genet suís que va competir durant la dècada de 1950.
El 1960 va prendre part en els Jocs Olímpics d'Estiu de Roma, on va disputar dues proves del programa d'hípica. Amb el cavall Atraba guanyà la medalla de plata en el concurs complet per equips, mentre en el concurs complet individual fou vintè.